# Великий, Атанасий-Григорий
Атанасий-Григорий Великий (укр. Атанасій-Григорій Великий; 5 ноября 1918, с. Туринка — 24 декабря 1982, Рим) — украинский церковный деятель, учёный, историк церкви, археограф. Вице-ректор Украинской Папской коллегии. Священник-василианин, протоархимандрит Василианского Ордена (1963—1976). Действительный член Научного общества им. Тараса Шевченко.

## Биография
В 1933 году вступил в Орден василиан. В 1938—1940 годах изучал философию и теологию в г. Кристинополе (ныне г. Червоноград Львовской области). Во время Второй мировой войны выехал в Чехословакию, жил в Оломоуце, позже — в Праге, где продолжал обучение в Карловом университете и Украинском свободном университете.
В 1944 году получил степень доктора философии; продолжил изучение теологии в Вюрцбурге и Риме, где в 1946 защитил докторскую диссертацию по богословию в Папском Григорианском университете, в том же году был рукоположён в священники.
В течение нескольких следующих лет изучал историю Восточной Церкви в Папском университете восточных исследований, прошёл курс обучения в Ватиканской палеографической школе.
Позже занимал должности вице-ректора Украинской Папской коллегии им. святого Иосафата, секретаря Комиссии восточных церквей второго Ватиканского собора, протоархимандрита Василианского Ордена. С 1949 года редактировал «Записки чина святого Василия Великого» в Риме.

## Научная деятельность
Подготовил к печати серии публикаций архивных документов по истории греко-католической церкви на Украине:
- «Документы римских понтификов, освещающие историю Украины: 1075—1053» (т. 1-2, 1953—1954);
- «Святейший аудиенции» (т. 1-2, 1963—1964);
- «Св. Иосафат Кунцевич. Документы беатификационные и канонизационные» (т. 1-3, 1952—1967);
- «Акты конгрегации пропаганды веры: 1622—1862» (т. 1-5, 1953—1955);
- «Письма конгрегации пропаганды веры» (т. 1-7, 1954—1957);
- «Партикулярные конгрегации, освещающие историю Украинской католической церкви» (т. 1-2, 1956—1957);
- «Письма киевских католических митрополитов: 1613—1839» (т. 1-9, 1952—1980);
- «Письма епископов: 1600—1900» (т. 1-5, 1972—1981);
- «Письма апостольским нунциям» (т. 1-14, 1959—1977);
- «Просьбы униатской церкви» (т. 1-3, 1960—1965);
- «Документы Брестской унии и её создателей: 1590—1600» (1970);
- «Письма василиян: 1601—1760» (т. 1-2, 1979).

Выступал также с отдельными историческими исследованиями: «Иосиф Вельямин Рутский» (1949); «Проблемы коронации Даниила» (1954), Религия и церковь — основные двигатели украинской истории (1966), «Корона Данила Романовича» (1993) и др. Ему также принадлежат многочисленные статьи по истории церкви в «Энциклопедии украиноведения».